# Bolsa endolinfática

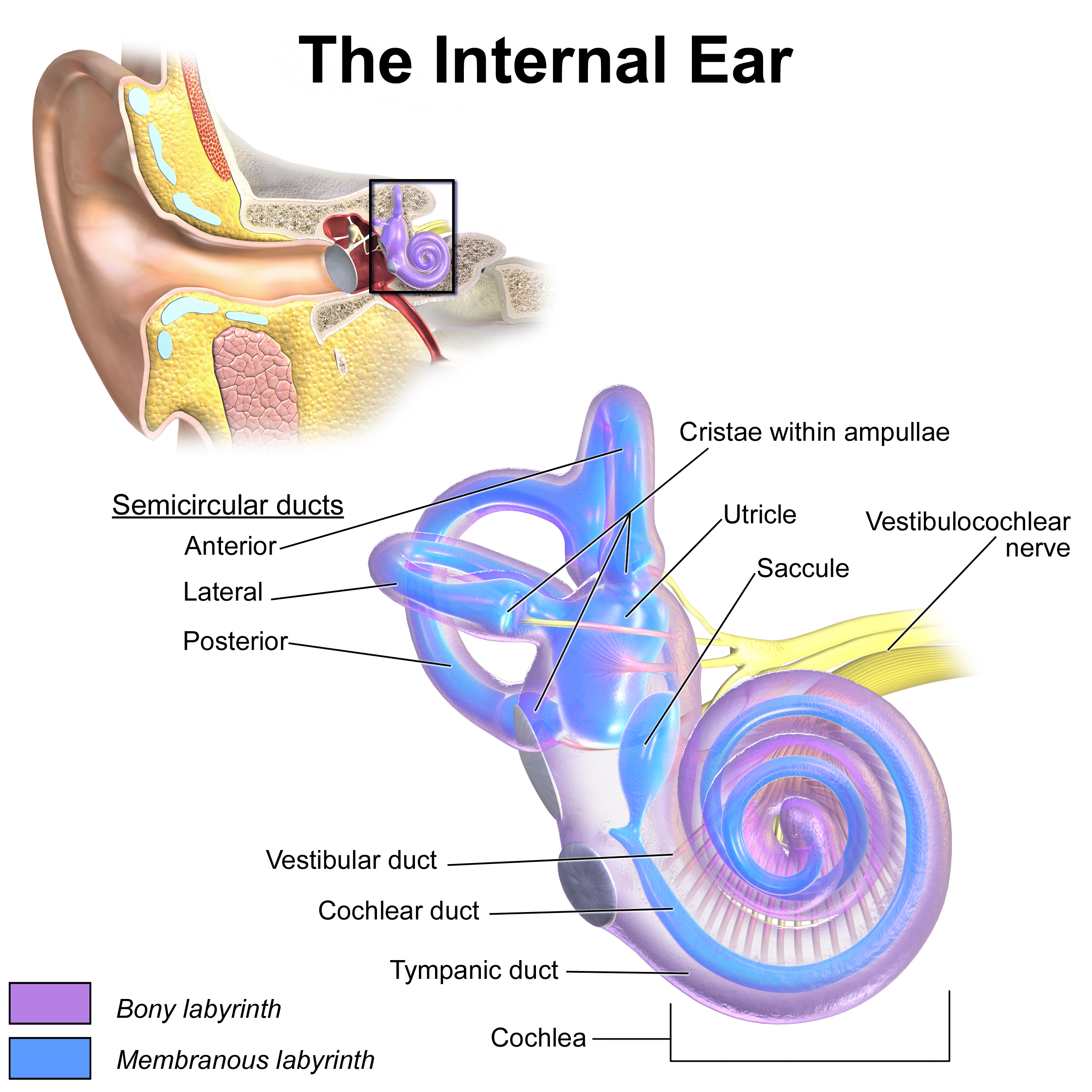
Oído interno

La bolsa endolinfática es una pequeña estructura anatómica situada en el oído interno, que forma parte del sistema vestibular, encargado del equilibrio y la orientación espacial. Está conectada al saco endolinfático mediante un conducto llamado conducto endolinfático.

## Funciones principales
1. Regulación de la endolinfa: La endolinfa es un líquido que llena los laberintos membranosos del oído interno. La bolsa endolinfática ayuda a mantener el equilibrio entre la producción y la absorción de este líquido, esencial para un funcionamiento adecuado del oído interno.
2. Eliminación de residuos metabólicos: Participa en la eliminación de desechos y la regulación de los iones en la endolinfa.
3. Regulación de la presión: Ayuda a estabilizar la presión dentro del sistema endolinfático, lo que es crucial para evitar alteraciones en el equilibrio o la audición.[3]

## Relevancia clínica
En condiciones como la enfermedad de Ménière, se cree que la disfunción de la bolsa endolinfática o del sistema endolinfático en general puede causar acumulación de endolinfa (hidropesía endolinfática). Esto provoca síntomas como vértigo, tinnitus, pérdida auditiva y sensación de presión en el oído.